# Сінь Чжуй
Сінь Чжуй (спрощ.: 辛追, бл. 213 р до н. е. — 163 р до н.е), також маркіза Дай або пані Дай — китайська вельможа, що жила у період династії Хань. Жінка стала відомою у 1971 році після виявлення її гробниці у похованні Мавандуй у місті Чанша провінції Хунань. Її мумія та предмети гробниці зберігаються у Музеї провінції Хунань. Поховання має важливе значення для історії та археології завдяки винятково добре збереженим предметам побуту та мавандуйським текстам на шовку.

## Життя та заняття Сінь Чжуй
Сінь Чжуй належала до дуже заможньої родини. Фігурки в її гробниці вказують, що ця вельможа мала власних музикантів і сама грала на цисяньцині. Вона була одружена з Лі Каном, міністром при Західній Хань, та мала сина Лі Сі. Лі Кан помер у 186 році н. е., раніше за дружину.
Стан мумії засвідчує, що Сінь Чжуй вживала багато вишуканих страв, особливо м'ясних. Надмірність у їжі та малорухливий спосіб життя призвели до надлишкової ваги. З віком у неї розвинувся коронарний тромбоз і атеросклероз, внутрішні органи були уражені гельмінтами. Зміщені хребцеві диски завдавали жінці сильного болю, що тільки сприяло малій рухливості. Вона також страждала від каменів у жовчному міхурі, один з яких застряг у жовчній протоці. Зріст жінки оцінюється в 158 см.
Судячи із вмісту шлунку, Сінь Чжуй померла влітку, за 2-3 години перед смертю ївши диню. Причиною смерті став інфаркт міокарда. На момент смерті їй було близько 50 років.

## Виявлення гробниці
На височині Мавандуй в провінції Хунань наприкінці 1971 року китайська армія проводила великомасштабні військові навчання. Копаючи тунель в одному з пагорбів для облаштування укриття, солдати виявили, що ґрунт нестійкий і припинили земельні роботи. Закуривши, солдати побачили навколо цигарок блакитне полум'я, спричинене витоком горючого газу з-під пагорба. Про випадок було повідомлено археологам, оскільки подібне вже траплялося, коли газ, утворений тлінням органіки, виходив з місць поховань.
Починаючи з січня 1972 року, археологи проводили розкопки, залучивши 1500 учнів-волонтерів з навколишніх шкіл, оскільки державного фінансування в 6 тис. юанів було недостатньо.
Після виявлення під пагорбом унікальної гробниці, зокрема з чудово збереженою мумією та поховальними дарами, серед них найдавнішими зразками лакованих виробів, Чжоу Еньлай виділив додаткові кошти. Він надав 200 тис. юанів і допомогу армії для подальших розкопок. Крім гробниці Сінь Чжуй, неподалік у 1972 та 1974 було виявлено ще дві гробниці — її чоловіка Лі Кана, що виявилася частково пограбованою в давнину, та сина, що помер у віці близько 30-и років. Ці дві гробниці менші, а їхній вміст зберігся гірше.

## Архітектура і вміст гробниці

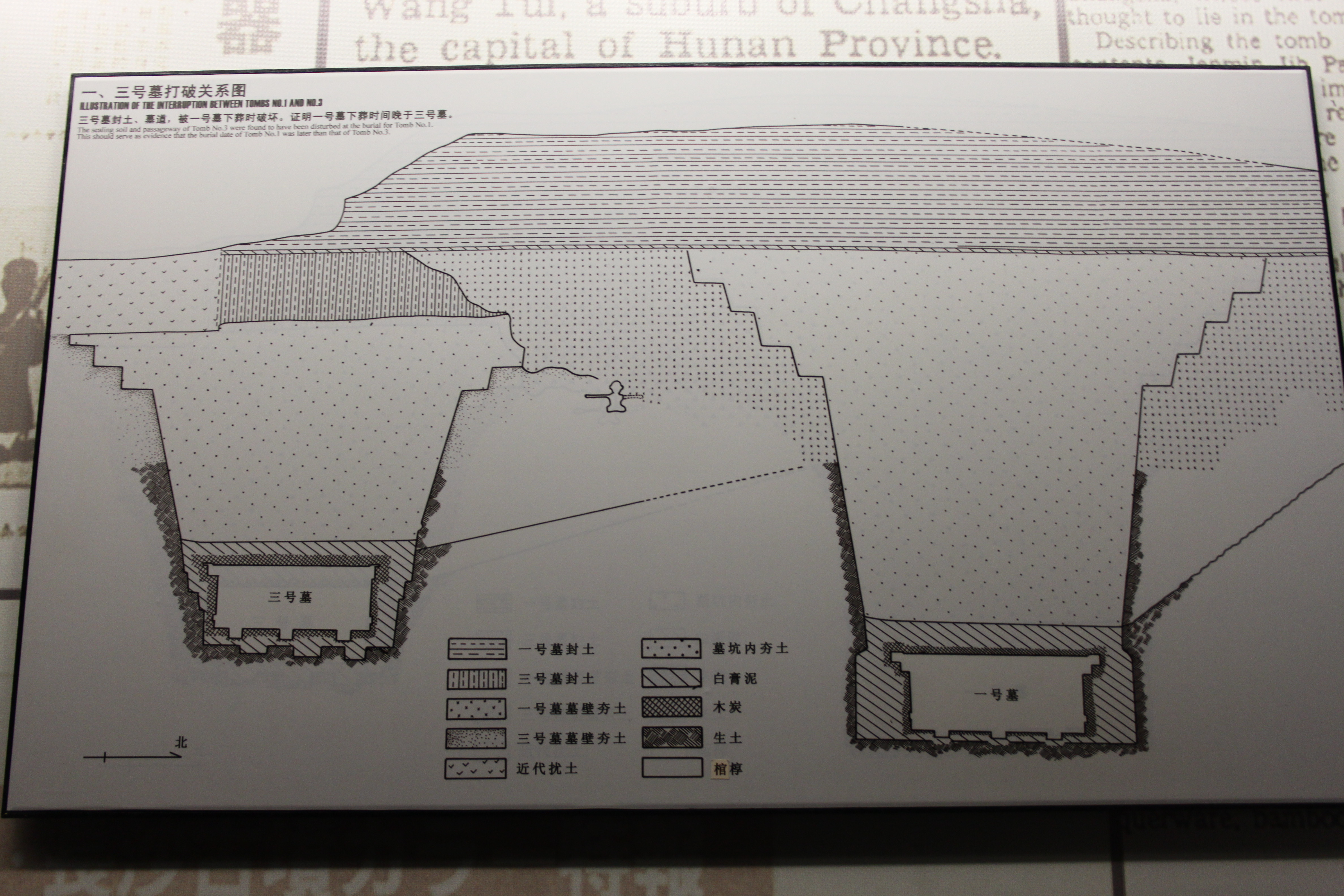
Схема залягання гробниць Сінь Чжуй (праворуч) та її чоловіка (ліворуч)

Гробниця Сінь Чжуй містилася під 15 м білої глини та вугілля. Вона складалася з 4-х прямокутних відділів, зроблених з соснового дерева, обставлених поховальними дарами. Мумія Сінь Чжуй лежала в центральному, п'ятому, відділі в чотирьох трунах, укладених одна в одну: зовнішній чорній, в якій лежали червона, жовта та синя. Сама мумія була загорнена в 20 шарів шовку та обв'язана шовковими стрічками.
Велику частину поховальних дарів складали таці й тарілки зі стравами, фігурки будівель і слуг, які повинні були забезпечити в загробному світі таке ж заможне існування, як при житті. А саме з вельможею було поховано страви з: м'яса фазана, яловичини, риби-мандарина, різні страви з пшениці; вина та бульйони; корені лотоса; невстановлену їжу, схожу на торт і бісквіт. Аналіз приготованих страв, похованих разом із Сінь Чжуй, вказує на різноманітність методів раннього приготування: варіння у воді та на парі, тушкування, бланшування, смаження.

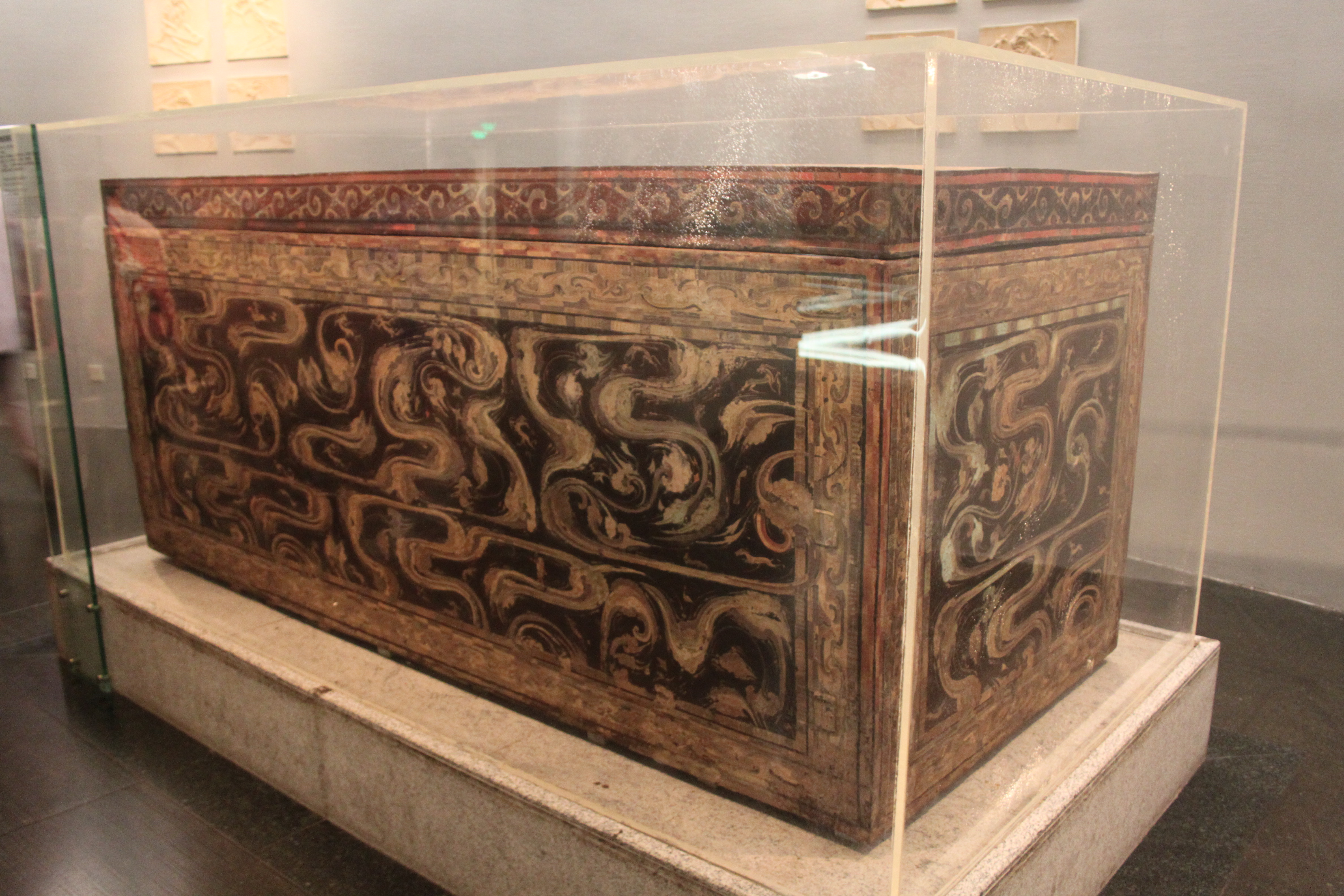
Одна з трун Сінь Чжуй

Також у поховані містилися рецепти з приготування різних страв з оленини, свинини, кролятини, конини, баранини, собачатини; фазанів, курей, куріпок, гусей, качок-мандаринок, сов, голубів, горлиць, горобців і їхніх яєць; окуня, ляща, карася, коропа; таро, сочевиці, сої, водяних каштанів, ріпаку, пагонів бамбука, імбиря, коріння лотоса, гарбуза, осоту, цибулі, гірчиці, часнику, квасолі, мальви, споришу; хурми, полуниці, дині, груш, слив, суничника, персиків, апельсинів та китайських фініків; пшениці, рису, мишаю, ячменю, проса. Згадується чимало приправ, а також консервантів, таких як оцет, сіль, мед, імбир, і засобів збереження страв — сушіння, в'ялення, ферментація. З Сінь Чжуй було поховану велику кількість керамічних посудин з вином.
Особливий інтерес складають керамічні фігурки музикантів, позолочена скринька з косметикою, та шовк, на який було нанесено триколірний орнамент як методом друку, так і ручного розпису. В гробницю було покладено багато написаних на шовку книг і табличок про підтримання здоров'я, довголіття та добробуту. В книгах містяться рецепти щодо лікування головного болю, паралічу, астми та інших проблем зі здоров'ям, а також поради щодо сексу.

## Мумія Сінь Чжуй

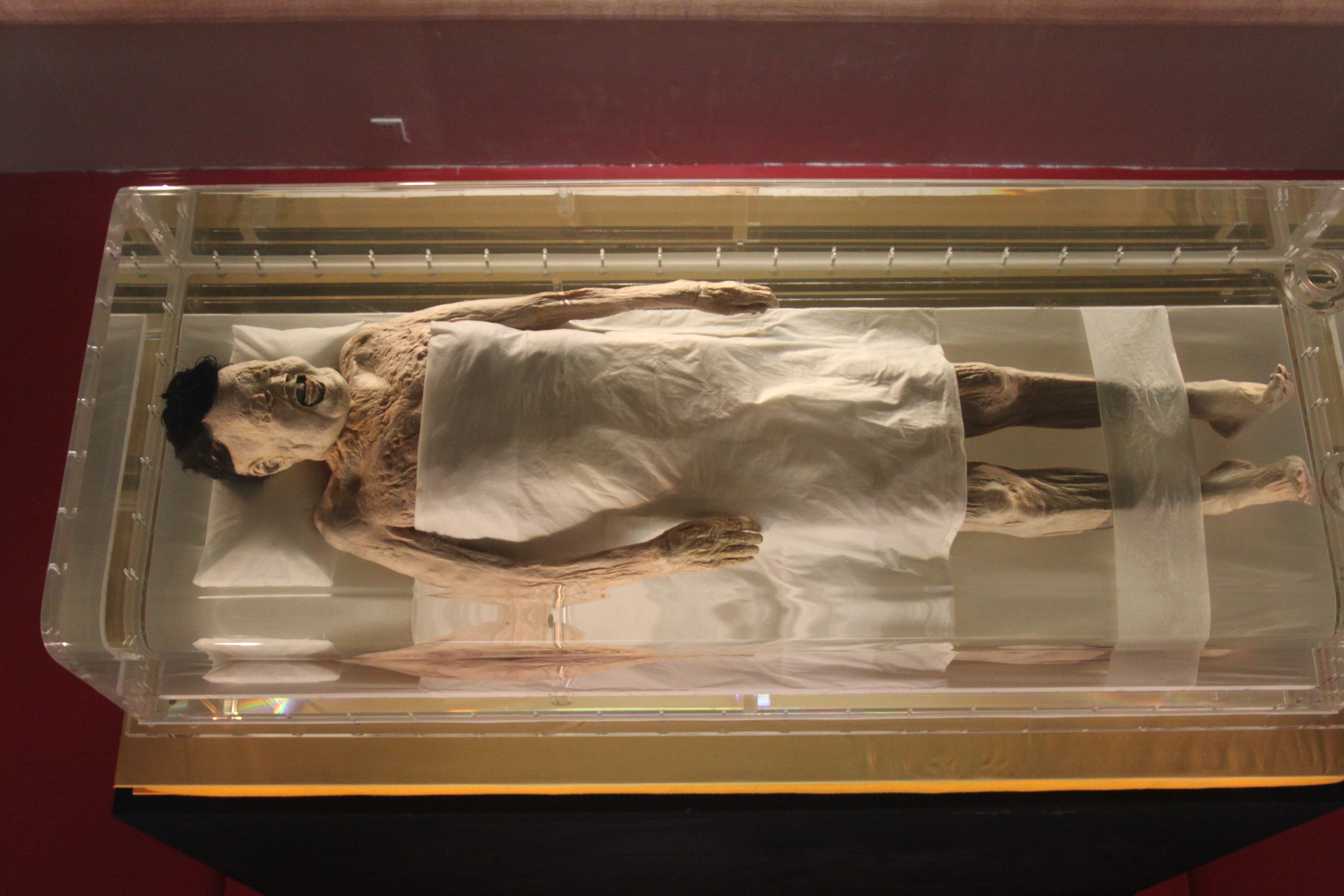
Мумія Сінь Чжуй

Тіло Сінь Чжуй, хоча часто називається мумією, не було якимось спеціальним чином оброблене. Воно уникло розкладу завдяки герметичному зберіганню, стародавні китайці не вдавалися до муміфікації померлих. Водночас у момент знахідки тіло оточувала невідома жовтувата рідина, що швидко випарувалася. Деякі солдати, залучені до розкопок, відзначали висип на шкірі.
Шкіра Сінь Чжуй зберегла світлий відтінок, суглоби лишилися гнучкими, а тканини тіла пружними. В судинах збереглася кров групи А. Волосся лишилося на голові, не випавши, його покривала чорна перука, закріплена шпилькою. Також збереглися брови, вії та навіть волосся в носі, як і текстура пальців. Розтин мумії було проведено хірургами з медичного інституту провінції Хунань 14 грудня 1972 року.
У 2002 році за допомогою технологій реконструкції обличчя, використовуваних поліцією, було відтворено вигляд Сінь Чжуй у віці 18, 30 та 50 років. У 2003 році мумію було перенесено у вітрину, тіло зберігається завдяки розчину, що періодично вводиться у вени.

## Галерея

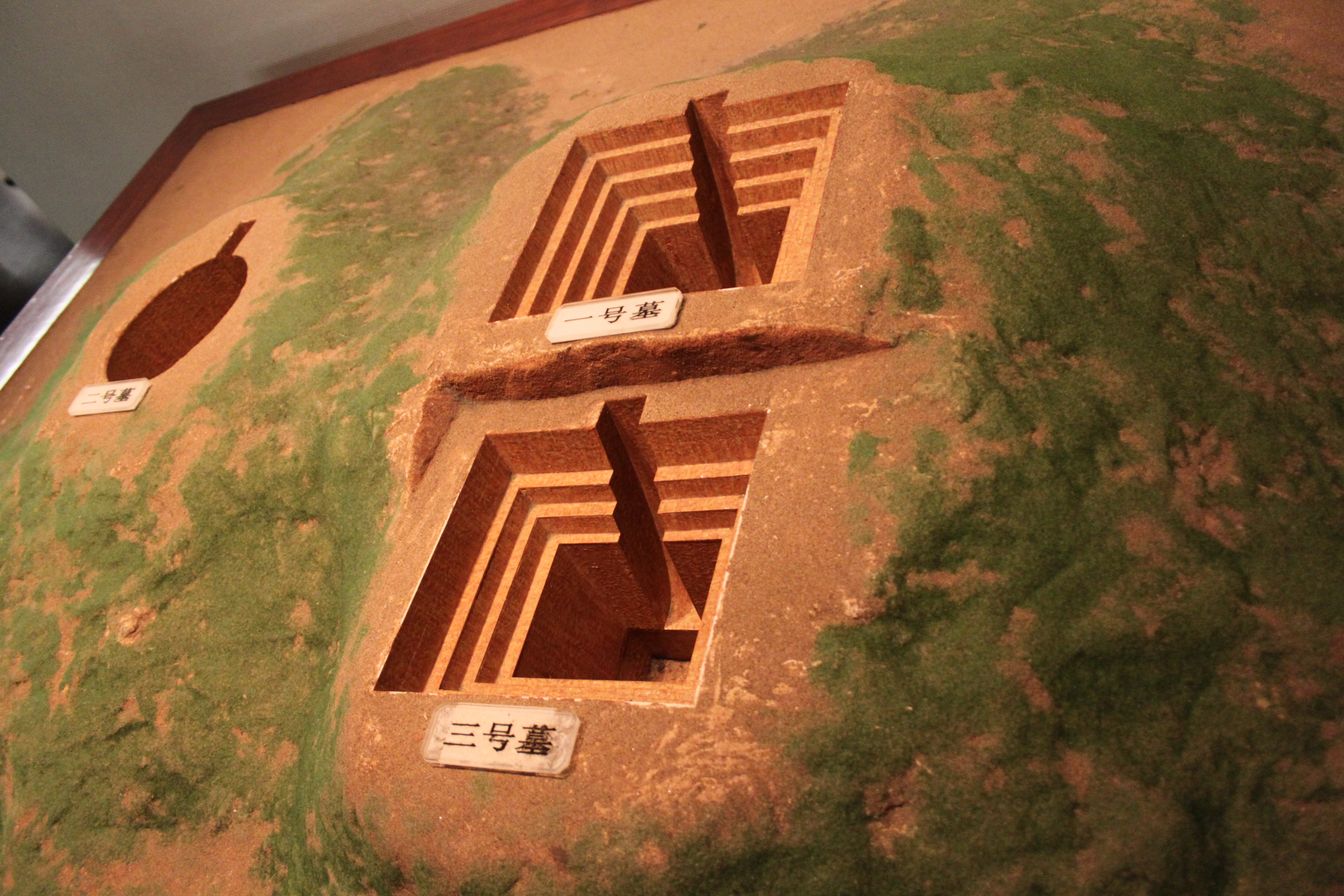
Макет гробниць Сінь Чжуй, її чоловіка та сина
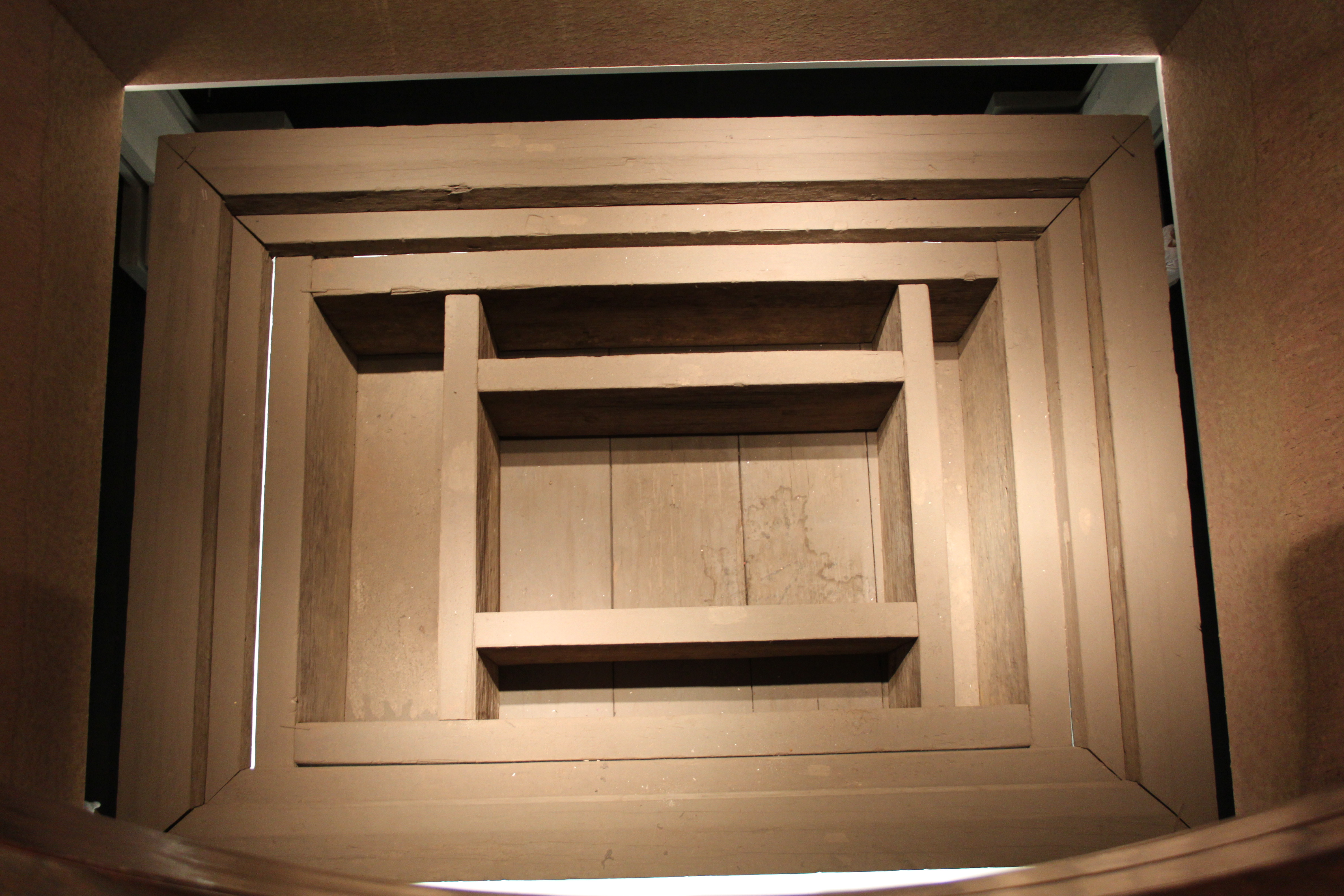
Макет гробниці Сінь Чжуй
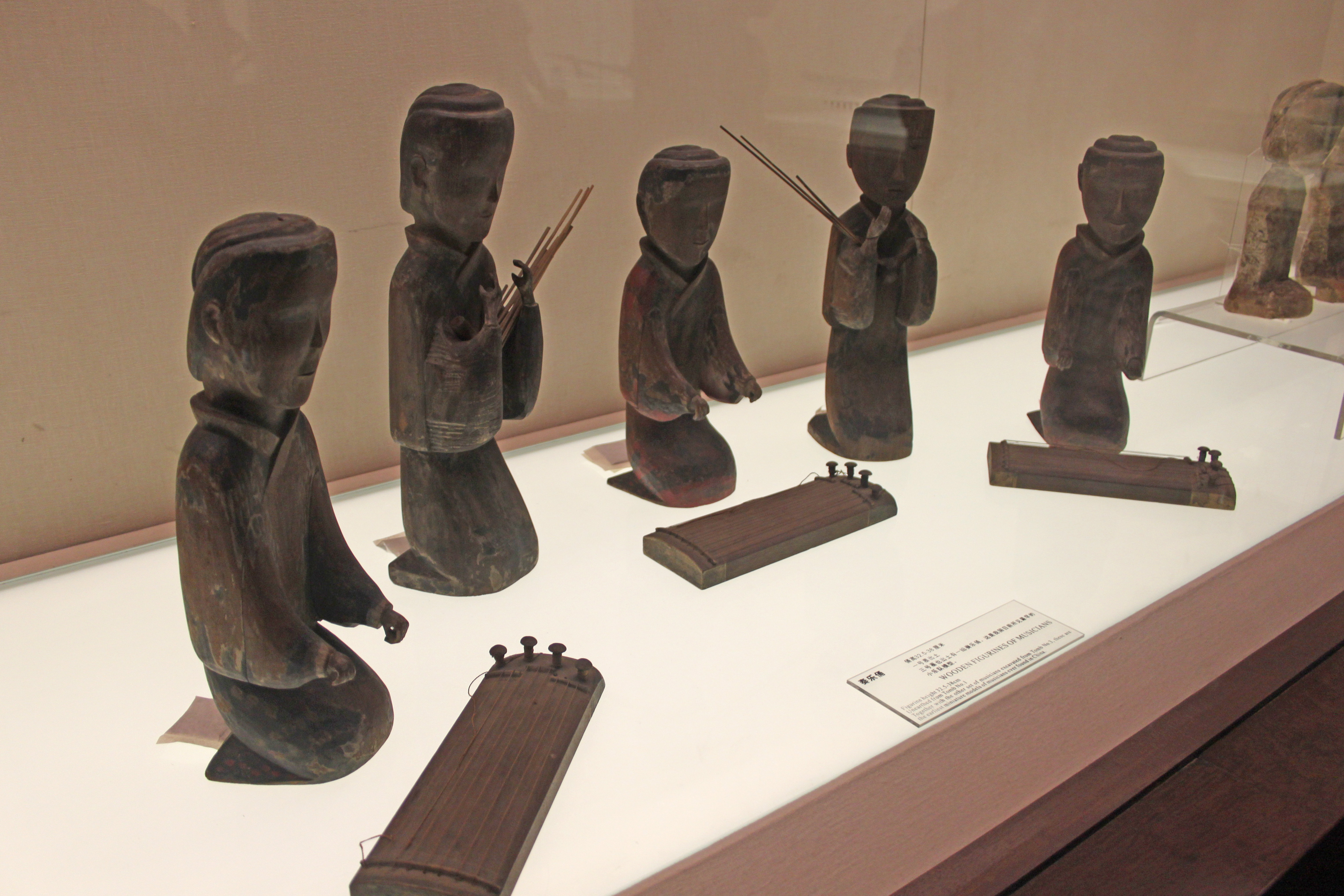
Фігурки музикантів
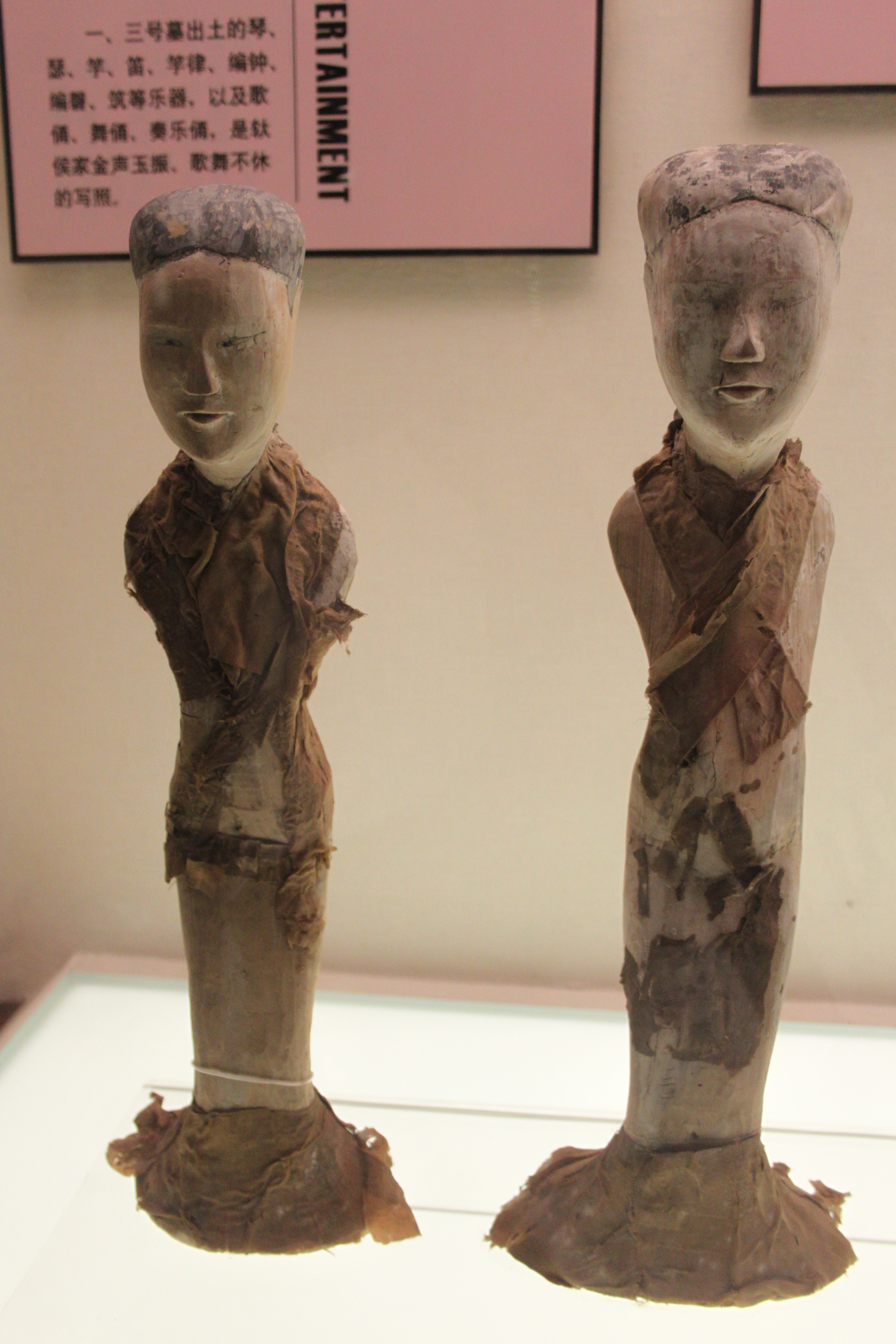
Фігурки блазнів
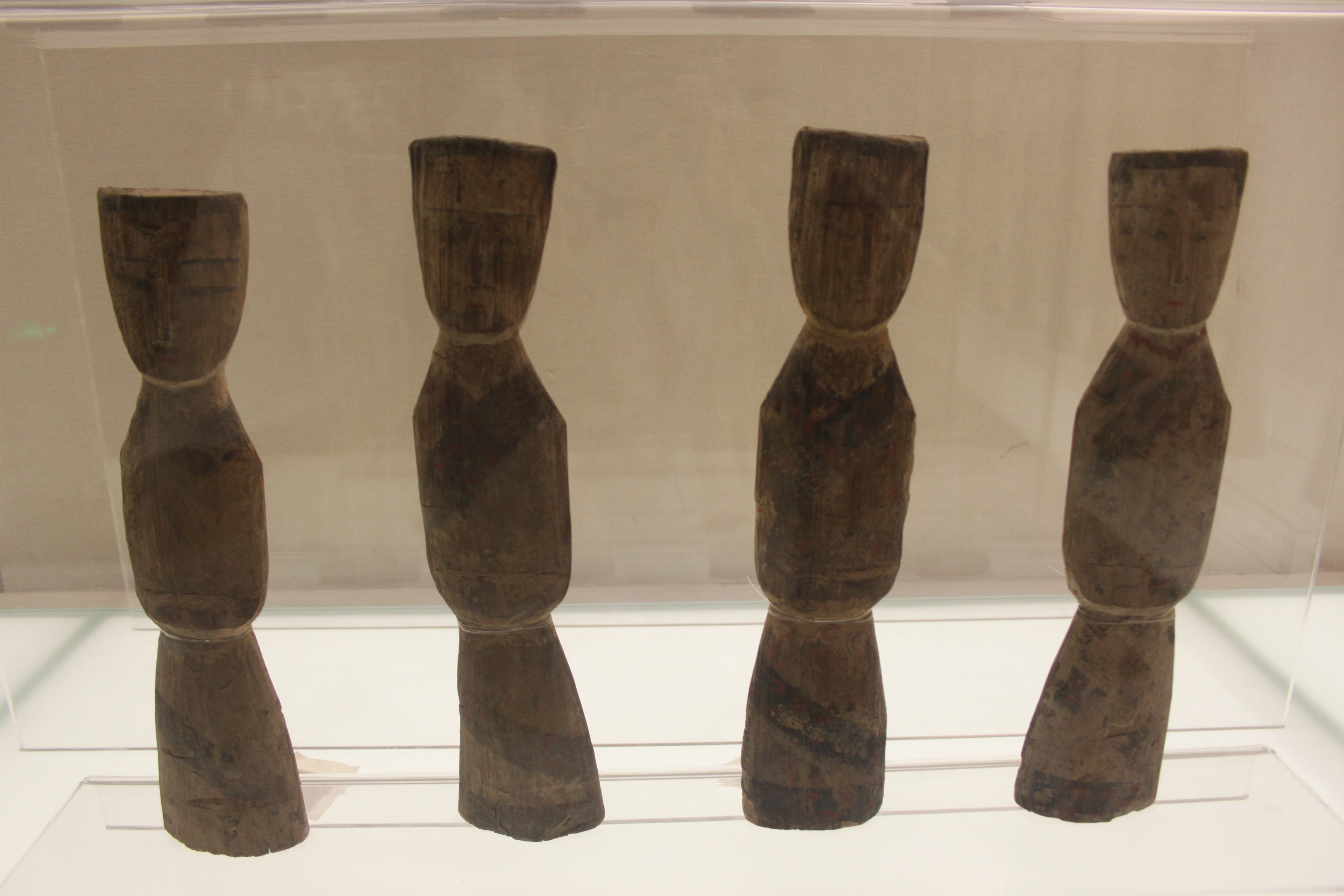
Фігурки служниць
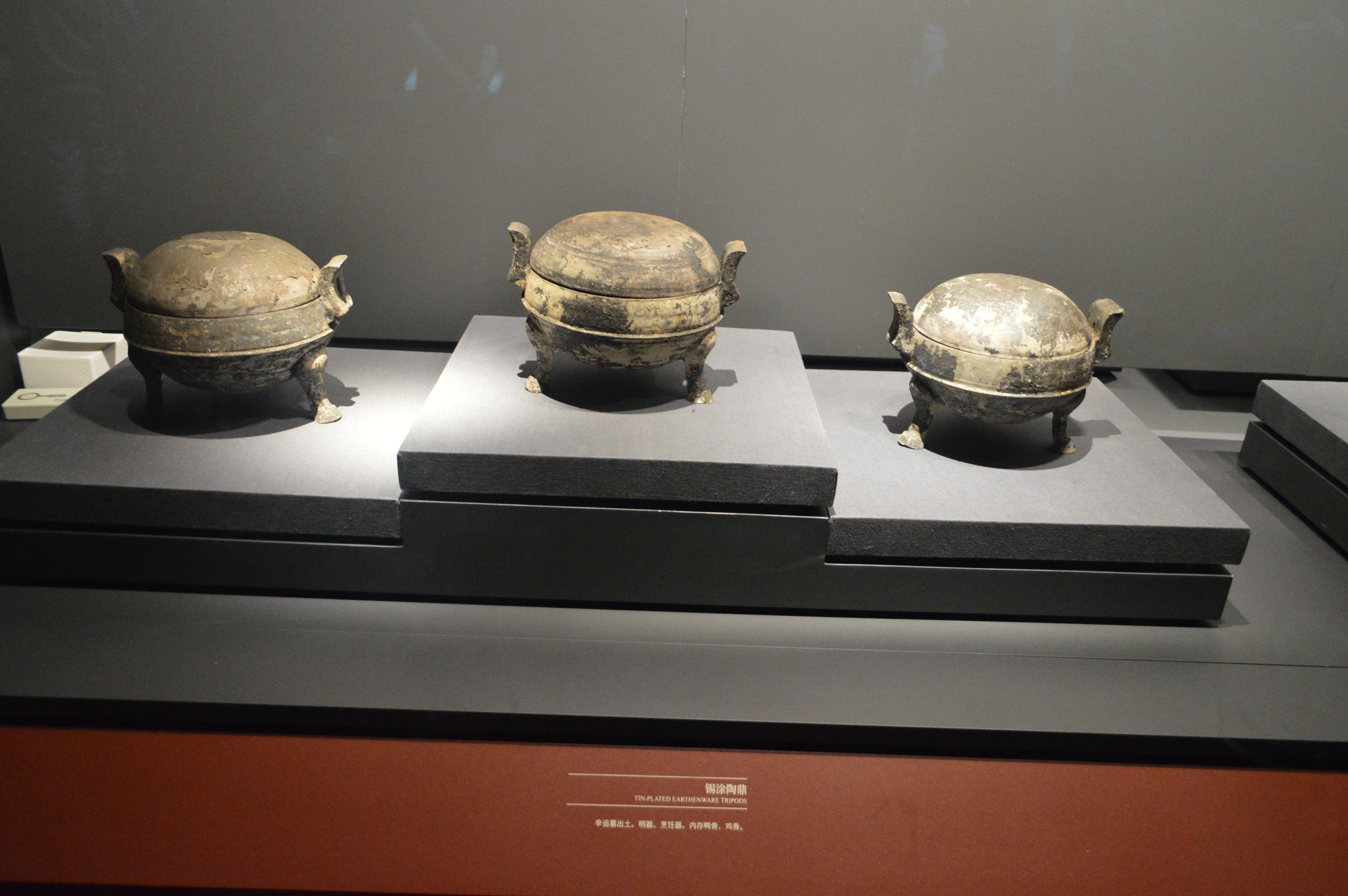
Триногі металеві посудини
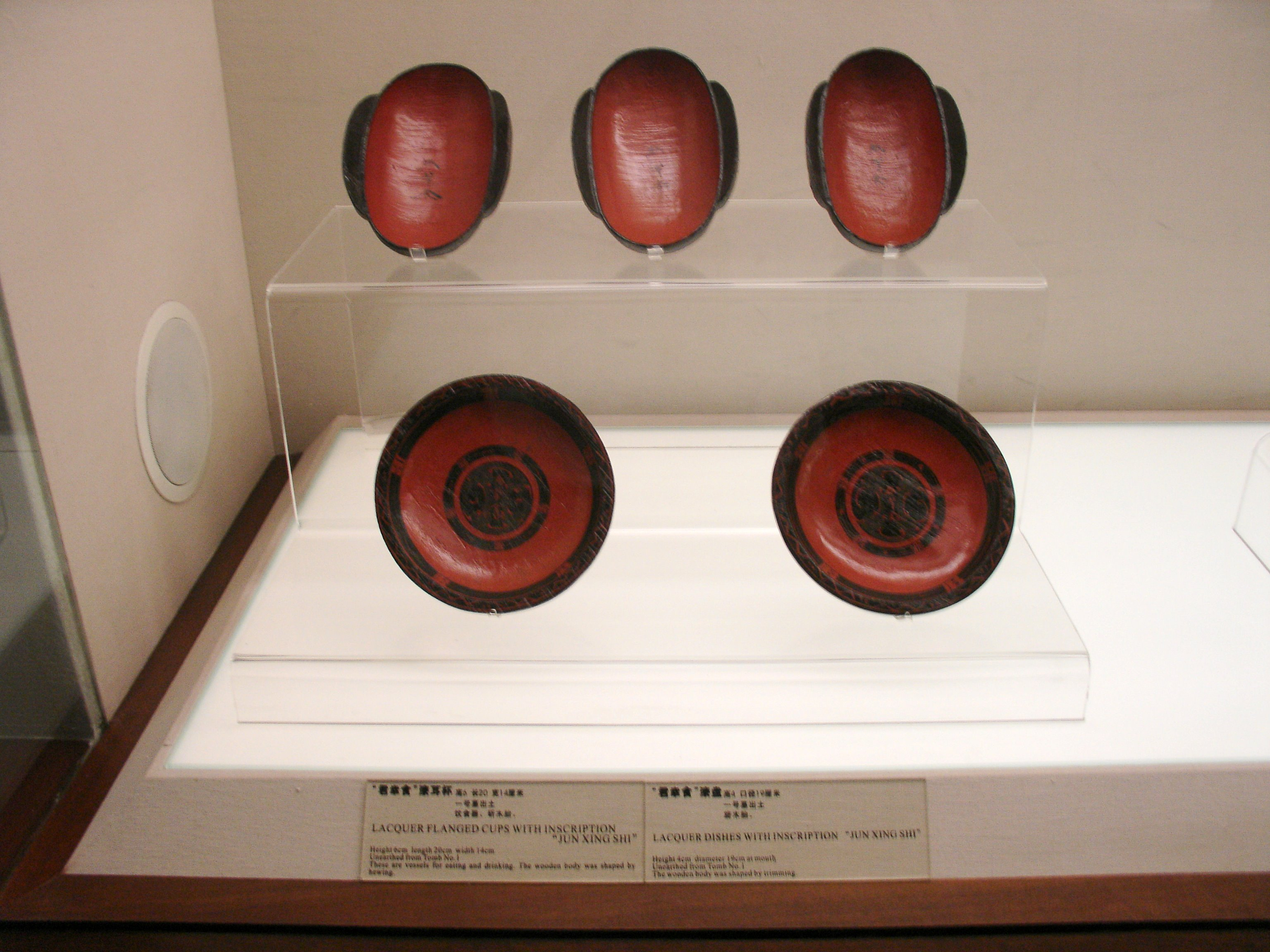
Лаковані дерев'яні тарілки
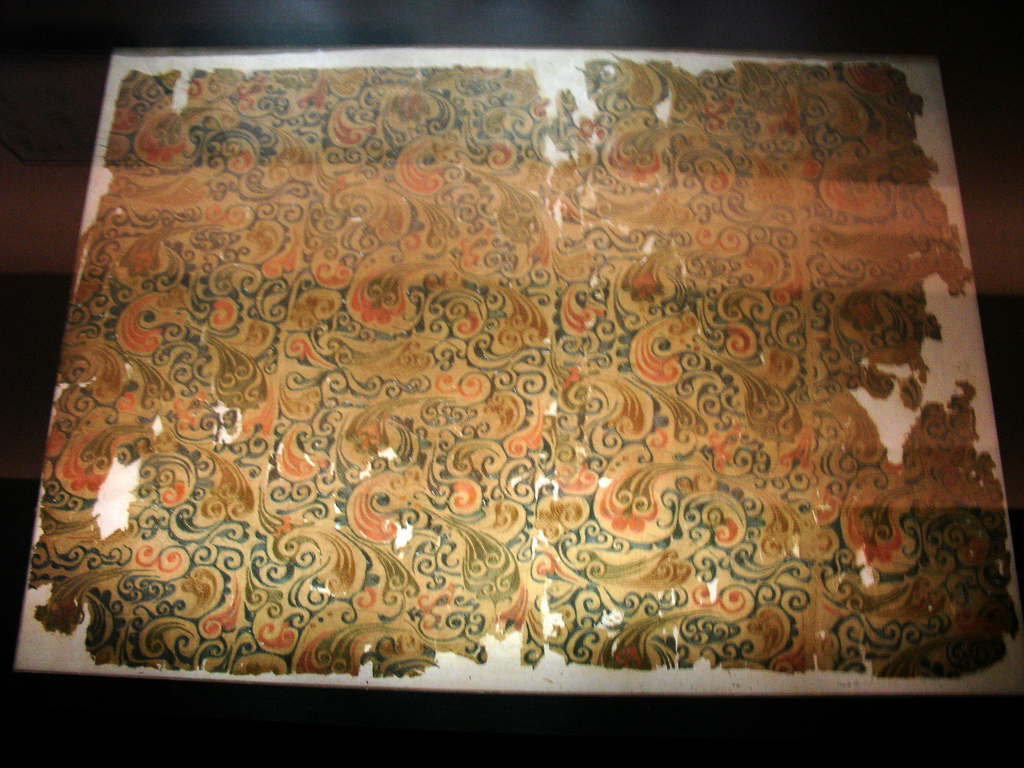
Розписаний шовк
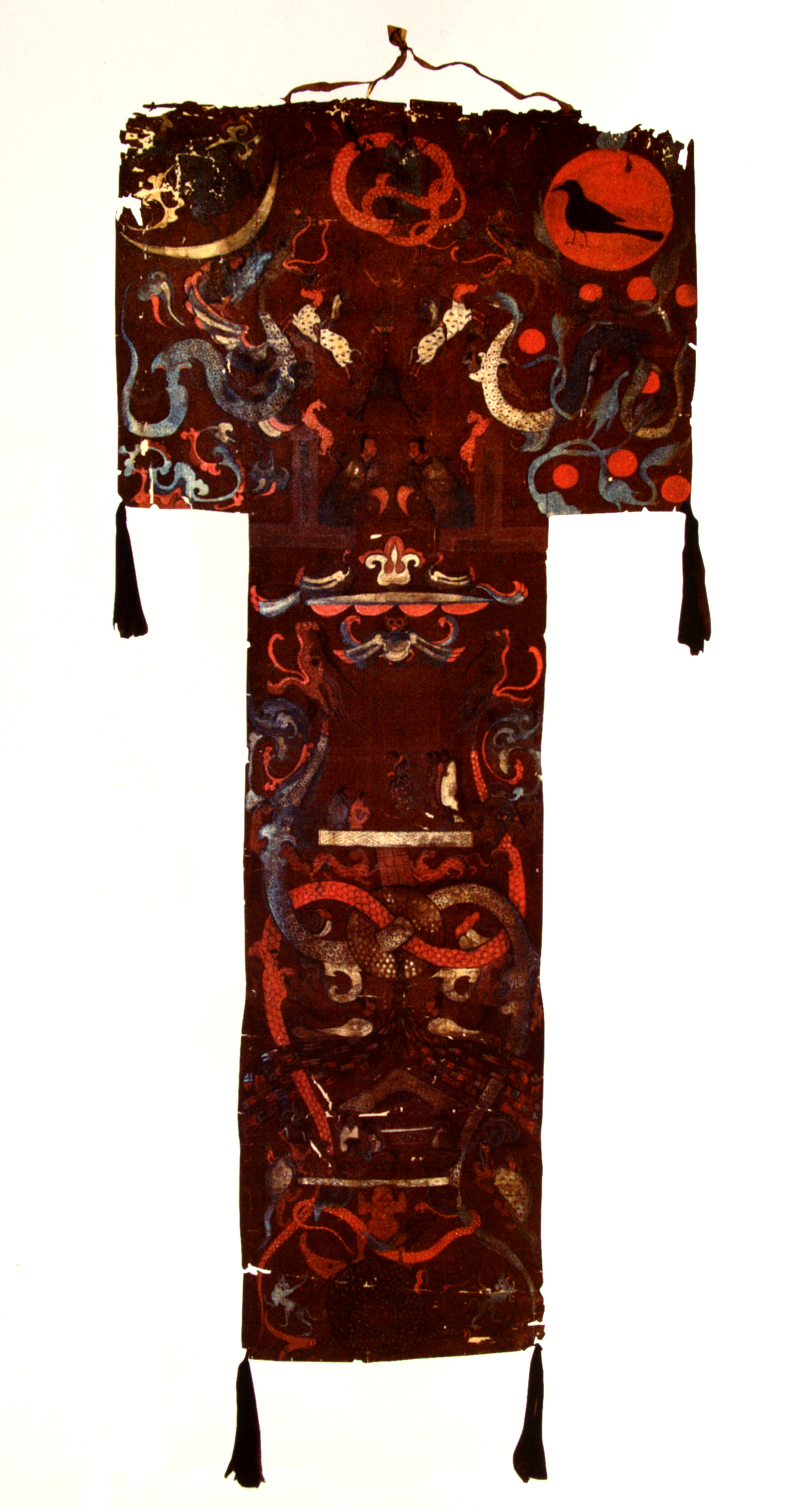
Поховальний прапор
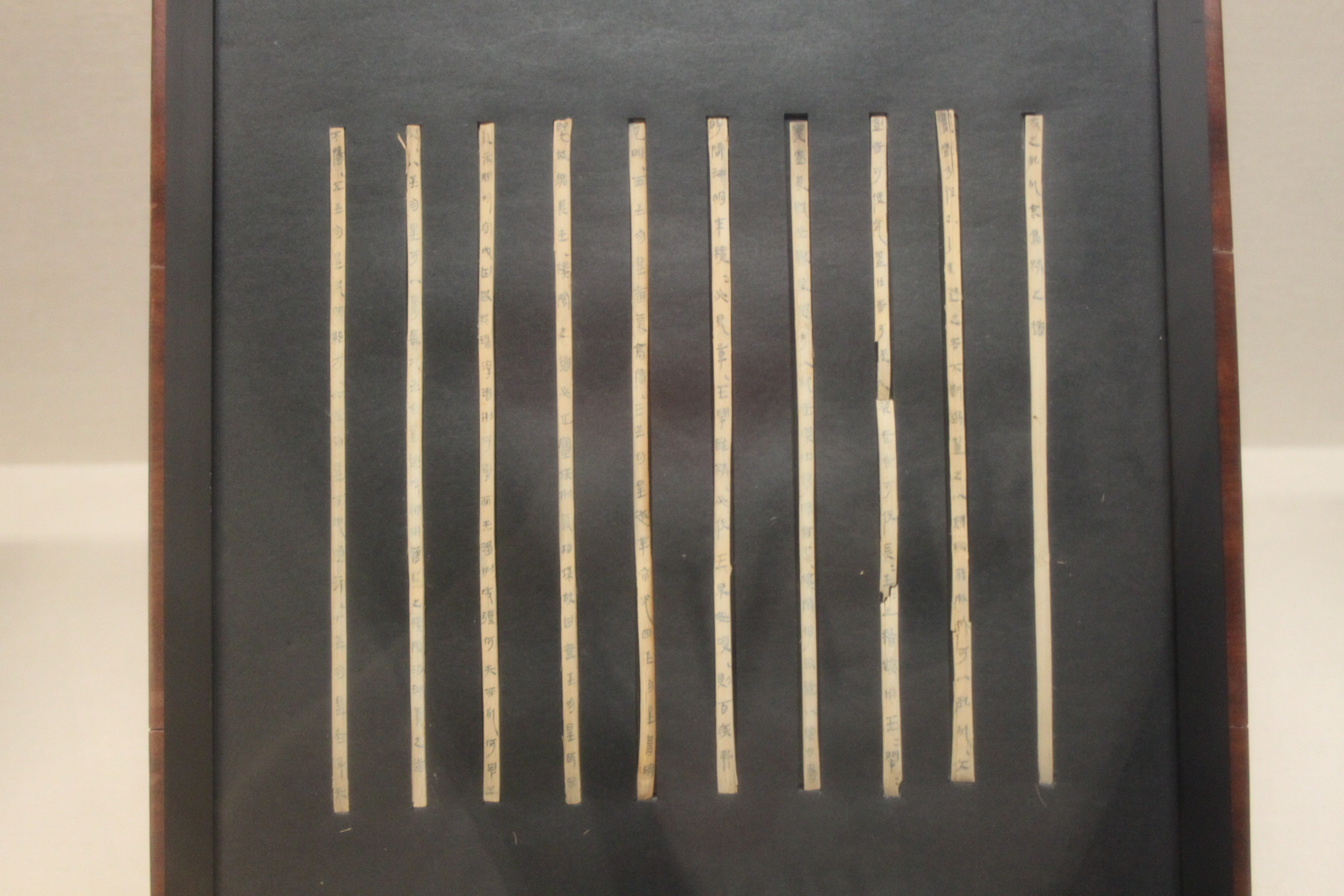
Бамбукові палички з текстом